# Lira toscana
La lira toscana fu la moneta in uso nel Regno d'Etruria fino all'annessione alla Francia napoleonica nel 1807. Dopo quell'anno la lira rimase in circolazione, grazie al valore del suo contenuto in argento, fino alla restaurazione dell'indipendenza toscana nel 1814. Fu infine abolita nel 1826 per essere sostituita dal fiorino toscano.
Era suddivisa in venti soldi, ciascuno di tre quattrini o 12 denari. Erano anche in uso il "paolo", dal valore di 40 quattrini e il "francescone", dal valore di 10 paoli.
La lira toscana fu sostituita con il fiorino toscano dal valore di cento quattrini o di una lira e ⅔. Nel 1803 la moneta conteneva 3,66 grammi d'argento.

## Monete
Alla fine del XVIII secolo, circolavano monete di rame dal valore di 1 quattrino, 2 quattrini e 1 soldo, accanto a monete di biglione da 10 quattrini e a monete d'argento da ½, 1, 2, 5 e 10 paoli. All'inizio del XIX secolo furono emesse anche monete di rame da ½ e da 2 soldi, e monete d'argento da 1 e da 10 Lire. Di seguito una tabella con i valori teorici in quattrini per ogni moneta
| Moneta      | Valore |
| ----------- | ------ |
| Quattrino   | 1 q    |
| Soldo       | 3 q    |
| Paolo       | 40 q   |
| Lira        | 60 q   |
| Francescone | 400 q  |
| Dena        | 600 q  |
| Zecchino    | 800 q  |
| Ruspone     | 2400 q |